# Fußball-Europameisterschaft der Frauen 2022/Gruppe C
| Pl. | Land        | Sp. | S | U | N | Tore    | Diff. | Punkte |
| --- | ----------- | --- | - | - | - | ------- | ----- | ------ |
| 1.  | Schweden    | 3   | 2 | 1 | 0 | 008:200 | +6    | 07     |
| 2.  | Niederlande | 3   | 2 | 1 | 0 | 008:400 | +4    | 07     |
| 3.  | Schweiz     | 3   | 0 | 1 | 2 | 004:800 | −4    | 01     |
| 4.  | Portugal    | 3   | 0 | 1 | 2 | 004:100 | −6    | 01     |

Dieser Artikel umfasst die Spiele der Vorrundengruppe C der Fußball-Europameisterschaft der Frauen 2022 in England mit allen statistischen Details.

## Portugal – Schweiz 2:2 (0:2)
| Portugal                                                                   | Portugal | Schweiz | Schweiz | Aufstellung                        |
| -------------------------------------------------------------------------- | --- | --- | ------- | ---------------------------------- |
| Portugal                                                                   | \| 9. Juli 2022 um 17:00 Uhr (18:00 Uhr MESZ) in Leigh (Leigh Sports Village) \| \| Zuschauer: 5.902 \| \| Schiedsrichterin: Jana Adámková ( Tschechien) \| \| Spielbericht \|                                                                       | \| 9. Juli 2022 um 17:00 Uhr (18:00 Uhr MESZ) in Leigh (Leigh Sports Village) \| \| Zuschauer: 5.902 \| \| Schiedsrichterin: Jana Adámková ( Tschechien) \| \| Spielbericht \| | Schweiz | Aufstellung Portugal gegen Schweiz |
| Portugal                                                                   | Inês Pereira – Catarina Amado, Diana Gomes, Carole, Joana Marchão – Tatiana Pinto (83. Fátima Pinto), Dolores Silva , Andreia Norton – Ana Borges (77. Kika Nazareth), Jéssica Silva (83. Telma Encarnação), Diana Silva Cheftrainer: Francisco Neto | Gaëlle Thalmann – Noelle Maritz, Viola Calligaris, Rahel Kiwic, Eseosa Aigbogun – Ana Maria Crnogorčević, Lia Wälti (90.+1' Sandrine Mauron), Sandy Maendly (74. Lara Marti), Géraldine Reuteler (90.+1' Fabienne Humm) – Coumba Sow – Ramona Bachmann Cheftrainer: Nils Nielsen ( Dänemark) | Schweiz | Aufstellung Portugal gegen Schweiz |
| Portugal                                                                   | 1:2 Gomes (59.) 2:2 J. Silva (66.) | 0:1 Sow (2.) 0:2 Kiwic (5.) | Schweiz | Aufstellung Portugal gegen Schweiz |
| Portugal                                                                   | Aigbogun (18.), Calligaris (69.), Reuteler (82.) | | Schweiz | Aufstellung Portugal gegen Schweiz |
| Portugal                                                                   | Spieler des Spiels: Ramona Bachmann (Schweiz) | | Schweiz | Aufstellung Portugal gegen Schweiz |
| 9. Juli 2022 um 17:00 Uhr (18:00 Uhr MESZ) in Leigh (Leigh Sports Village) | | |         |                                    |
| Zuschauer: 5.902                                                           | | |         |                                    |
| Schiedsrichterin: Jana Adámková ( Tschechien)                              | | |         |                                    |
| Spielbericht                                                               | | |         |                                    |

- 100. Länderspiel von Lia Wälti; Ana Maria Crnogorčević wird mit ihrem 136. Länderspiel alleinige Schweizer Rekordnationalspielerin
- Schiedsrichtergespann:  Lucie Ratajová und  Mária Súkeníková (Schiedsrichterassistentinnen),  Ivana Martinčić (Vierte Offizielle),  Christian Dingert (Videoassistent),  Harm Osmers (Erster Assistent des Videoassistenten)

## Niederlande – Schweden 1:1 (0:1)
| Niederlande                                                            | Niederlande | Schweden | Schweden | Aufstellung                            |
| ---------------------------------------------------------------------- | --- | --- | -------- | -------------------------------------- |
| Niederlande                                                            | \| 9. Juli 2022 um 20:00 Uhr (21:00 Uhr MESZ) in Sheffield (Bramall Lane) \| \| Zuschauer: 21.342 \| \| Schiedsrichterin: Cheryl Foster ( Wales) \| | \| 9. Juli 2022 um 20:00 Uhr (21:00 Uhr MESZ) in Sheffield (Bramall Lane) \| \| Zuschauer: 21.342 \| \| Schiedsrichterin: Cheryl Foster ( Wales) \| | Schweden | Aufstellung Niederlande gegen Schweden |
| Niederlande                                                            | Sari van Veenendaal (22. Daphne van Domselaar) – Lynn Wilms, Stefanie van der Gragt, Aniek Nouwen (41. Marisa Olislagers), Dominique Janssen – Jackie Groenen, Daniëlle van de Donk (78. Victoria Pelova), Sherida Spitse – Jill Roord (78. Lineth Beerensteyn), Vivianne Miedema, Lieke Martens Cheftrainer: Mark Parsons ( England) | Hedvig Lindahl – Amanda Ilestedt, Nathalie Björn, Magdalena Eriksson – Hanna Glas, Filippa Angeldal (71. Hanna Bennison), Caroline Seger , Jonna Andersson (71. Johanna Rytting Kaneryd) – Kosovare Asllani, Lina Hurtig (70. Stina Blackstenius), Fridolina Rolfö Cheftrainer: Peter Gerhardsson | Schweden | Aufstellung Niederlande gegen Schweden |
| Niederlande                                                            | 1:1 Roord (52.) | 0:1 J. Andersson (36.) | Schweden | Aufstellung Niederlande gegen Schweden |
| Niederlande                                                            | Spieler des Spiels: Vivianne Miedema (Niederlande) | | Schweden | Aufstellung Niederlande gegen Schweden |
| 9. Juli 2022 um 20:00 Uhr (21:00 Uhr MESZ) in Sheffield (Bramall Lane) | | |          |                                        |
| Zuschauer: 21.342                                                      | | |          |                                        |
| Schiedsrichterin: Cheryl Foster ( Wales)                               | | |          |                                        |

- Schiedsrichtergespann:  Michelle O’Neill und  Polyxeni Irodotou (Schiedsrichterassistentinnen),  Lorraine Watson (Vierte Offizielle),  Tomasz Kwiatkowski (Videoassistent),  Bartosz Frankowski (Erster Assistent des Videoassistenten)

## Schweden – Schweiz 2:1 (0:0)
| Schweden                                                                | Schweden | Schweiz | Schweiz | Aufstellung                        |
| ----------------------------------------------------------------------- | --- | --- | ------- | ---------------------------------- |
| Schweden                                                                | \| 13. Juli 2022 um 17:00 Uhr (18:00 Uhr MESZ) in Sheffield (Bramall Lane) \| \| Zuschauer: 12.914 \| \| Schiedsrichterin: Marta Huerta de Aza ( Spanien) \| | \| 13. Juli 2022 um 17:00 Uhr (18:00 Uhr MESZ) in Sheffield (Bramall Lane) \| \| Zuschauer: 12.914 \| \| Schiedsrichterin: Marta Huerta de Aza ( Spanien) \| | Schweiz | Aufstellung Schweden gegen Schweiz |
| Schweden                                                                | Hedvig Lindahl – Hanna Glas, Amanda Ilestedt, Nathalie Björn, Magdalena Eriksson – Filippa Angeldal (68. Hanna Bennison), Kosovare Asllani, Caroline Seger – Fridolina Rolfö, Stina Blackstenius (79. Rebecka Blomqvist), Lina Hurtig (68. Johanna Rytting Kaneryd) Cheftrainer: Peter Gerhardsson | Gaëlle Thalmann – Noelle Maritz, Viola Calligaris, Luana Bühler, Eseosa Aigbogun (59. Rachel Rinast) – Lia Wälti , Sandy Maendly (69. Sandrine Mauron) – Ana Maria Crnogorčević, Coumba Sow, Géraldine Reuteler (59. Nadine Riesen) – Ramona Bachmann (72. Fabienne Humm) Cheftrainer: Nils Nielsen ( Dänemark) | Schweiz | Aufstellung Schweden gegen Schweiz |
| Schweden                                                                | 1:0 Rolfö (53.) 2:1 Bennison (79.) | 1:1 Bachmann (55.) | Schweiz | Aufstellung Schweden gegen Schweiz |
| Schweden                                                                | Spieler des Spiels: Caroline Seger (Schweden) | | Schweiz | Aufstellung Schweden gegen Schweiz |
| 13. Juli 2022 um 17:00 Uhr (18:00 Uhr MESZ) in Sheffield (Bramall Lane) | | |         |                                    |
| Zuschauer: 12.914                                                       | | |         |                                    |
| Schiedsrichterin: Marta Huerta de Aza ( Spanien)                        | | |         |                                    |

- Schiedsrichtergespann:  Guadalupe Porras Ayuso und  Francesca Di Monte (Schiedsrichterassistentinnen),  Emikar Calderas Barrera (Vierte Offizielle),  José María Sánchez Martínez (Videoassistent),  Guillermo Cuadra Fernández (Erster Assistent des Videoassistenten)

## Niederlande – Portugal 3:2 (2:1)
| Niederlande                                                                 | Niederlande | Portugal | Portugal | Aufstellung                            |
| --------------------------------------------------------------------------- | --- | --- | -------- | -------------------------------------- |
| Niederlande                                                                 | \| 13. Juli 2022 um 20:00 Uhr (21:00 Uhr MESZ) in Leigh (Leigh Sports Village) \| \| Zuschauer: 6.966 \| \| Schiedsrichterin: Ivana Martinčić ( Kroatien) \| | \| 13. Juli 2022 um 20:00 Uhr (21:00 Uhr MESZ) in Leigh (Leigh Sports Village) \| \| Zuschauer: 6.966 \| \| Schiedsrichterin: Ivana Martinčić ( Kroatien) \| | Portugal | Aufstellung Niederlande gegen Portugal |
| Niederlande                                                                 | Daphne van Domselaar – Lynn Wilms, Stefanie van der Gragt, Dominique Janssen, Marisa Olislagers (62. Kerstin Casparij) – Sherida Spitse , Jill Roord, Damaris Egurrola (69. Victoria Pelova) – Daniëlle van de Donk, Lineth Beerensteyn, Lieke Martens (83. Esmee Brugts) Cheftrainer: Mark Parsons ( England) | Inês Pereira – Catarina Amado, Diana Gomes, Carole, Joana Marchão (65. Kika Nazareth) – Andreia Norton, Dolores Silva (65. Fátima Pinto), Tatiana Pinto (86. Vanessa Marques) – Ana Borges, Jéssica Silva, Diana Silva (86. Carolina Mendes) Cheftrainer: Francisco Neto | Portugal | Aufstellung Niederlande gegen Portugal |
| Niederlande                                                                 | 1:0 Egurrola (7.) 2:0 van der Gragt (16.) 3:2 van de Donk (62.) | 2:1 Carole (38., Foulelfmeter) 2:2 Di. Silva (47.) | Portugal | Aufstellung Niederlande gegen Portugal |
| Niederlande                                                                 | Janssen (37.), Egurrola (39.), Beerensteyn (55.), Roord (89.) | Amado (17.), Gomes (88.), Pereira (90.+6') | Portugal | Aufstellung Niederlande gegen Portugal |
| Niederlande                                                                 | Spieler des Spiels: Damaris Egurrola (Niederlande) | | Portugal | Aufstellung Niederlande gegen Portugal |
| 13. Juli 2022 um 20:00 Uhr (21:00 Uhr MESZ) in Leigh (Leigh Sports Village) | | |          |                                        |
| Zuschauer: 6.966                                                            | | |          |                                        |
| Schiedsrichterin: Ivana Martinčić ( Kroatien)                               | | |          |                                        |

- Schiedsrichtergespann:  Sanja Rođak-Karšić und  Staša Špur (Schiedsrichterassistentinnen),  Lorraine Watson (Vierte Offizielle),  Paolo Valeri (Videoassistent),  Maurizio Mariani (Erster Assistent des Videoassistenten)

Zudem wurden je ein Tor auf Seiten Portugals (5. Minute) und der Niederlande (49. Minute) aufgrund einer Abseitsstellung aberkannt.

## Schweiz – Niederlande 1:4 (0:0)
| Schweiz                                                                 | Schweiz | Niederlande | Niederlande | Aufstellung                           |
| ----------------------------------------------------------------------- | --- | --- | ----------- | ------------------------------------- |
| Schweiz                                                                 | \| 17. Juli 2022 um 17:00 Uhr (18:00 Uhr MESZ) in Sheffield (Bramall Lane) \| \| Zuschauer: 22.596 \| \| Schiedsrichterin: Iuliana Demetrescu ( Rumänien) \| \| Spielbericht \| | \| 17. Juli 2022 um 17:00 Uhr (18:00 Uhr MESZ) in Sheffield (Bramall Lane) \| \| Zuschauer: 22.596 \| \| Schiedsrichterin: Iuliana Demetrescu ( Rumänien) \| \| Spielbericht \| | Niederlande | Aufstellung Schweiz gegen Niederlande |
| Schweiz                                                                 | Gaëlle Thalmann – Noelle Maritz, Viola Calligaris, Luana Bühler (58. Rahel Kiwic), Eseosa Aigbogun (58. Julia Stierli) – Lia Wälti (83. Sandrine Mauron), Sandy Maendly (58. Svenja Fölmli) – Ana Maria Crnogorčević, Coumba Sow (72. Riola Xhemaili), Géraldine Reuteler – Ramona Bachmann Cheftrainer: Nils Nielsen ( Dänemark) | Daphne van Domselaar – Lynn Wilms, Stefanie van der Gragt, Aniek Nouwen (64. Kerstin Casparij), Dominique Janssen – Jackie Groenen, Jill Roord (64. Victoria Pelova), Sherida Spitse – Daniëlle van de Donk (90.+6 Damaris Egurrola), Lineth Beerensteyn (74. Romée Leuchter), Lieke Martens (74. Esmee Brugts) Cheftrainer: Mark Parsons ( England) | Niederlande | Aufstellung Schweiz gegen Niederlande |
| Schweiz                                                                 | 1:1 Reuteler (53.) | 0:1 Crnogorčević (49., Eigentor) 1:2 Leuchter (84.) 1:3 Pelova (89.) 1:4 Leuchter (90.+5') | Niederlande | Aufstellung Schweiz gegen Niederlande |
| Schweiz                                                                 | Spieler des Spiels: Sherida Spitse (Niederlande) | | Niederlande | Aufstellung Schweiz gegen Niederlande |
| 17. Juli 2022 um 17:00 Uhr (18:00 Uhr MESZ) in Sheffield (Bramall Lane) | | |             |                                       |
| Zuschauer: 22.596                                                       | | |             |                                       |
| Schiedsrichterin: Iuliana Demetrescu ( Rumänien)                        | | |             |                                       |
| Spielbericht                                                            | | |             |                                       |

- Schiedsrichtergespann:  Petruța Iugulescu und  Anita Vad (Schiedsrichterassistentinnen),  Lorraine Watson (Vierte Offizielle),  Maurizio Mariani (Videoassistent),  Paolo Valeri (Erster Assistent des Videoassistenten)

## Schweden – Portugal 5:0 (3:0)
| Schweden                                                                    | Schweden | Portugal | Portugal | Aufstellung                         |
| --------------------------------------------------------------------------- | --- | --- | -------- | ----------------------------------- |
| Schweden                                                                    | \| 17. Juli 2022 um 17:00 Uhr (18:00 Uhr MESZ) in Leigh (Leigh Sports Village) \| \| Zuschauer: 7.118 \| \| Schiedsrichterin: Stéphanie Frappart ( Frankreich) \| \| Spielbericht \| | \| 17. Juli 2022 um 17:00 Uhr (18:00 Uhr MESZ) in Leigh (Leigh Sports Village) \| \| Zuschauer: 7.118 \| \| Schiedsrichterin: Stéphanie Frappart ( Frankreich) \| \| Spielbericht \| | Portugal | Aufstellung Schweden gegen Portugal |
| Schweden                                                                    | Hedvig Lindahl – Hanna Glas, Amanda Ilestedt, Magdalena Eriksson (54. Linda Sembrant), Jonna Andersson – Filippa Angeldal (70. Hanna Bennison), Kosovare Asllani , Nathalie Björn (78. Elin Rubensson) – Johanna Rytting Kaneryd (54. Olivia Schough), Stina Blackstenius, Fridolina Rolfö (70. Lina Hurtig) Cheftrainer: Peter Gerhardsson | Patrícia Morais – Catarina Amado (35. Joana Marchão), Diana Gomes, Carole (84. Sílvia Rebelo), Ana Borges – Tatiana Pinto, Dolores Silva (57. Fátima Pinto), Andreia Norton (84. Telma Encarnação) – Jéssica Silva, Kika Nazareth (57. Andreia Faria), Diana Silva Cheftrainer: Francisco Neto | Portugal | Aufstellung Schweden gegen Portugal |
| Schweden                                                                    | 1:0 Angeldal (21.) 2:0 Angeldal (45.) 3:0 Carole (45.+7', Eigentor) 4:0 Asllani (54., Handelfmeter) 5:0 Blackstenius (90.+1') | | Portugal | Aufstellung Schweden gegen Portugal |
| Schweden                                                                    | Eriksson (18.), Rytting Kaneryd (30.) | Borges (83.) | Portugal | Aufstellung Schweden gegen Portugal |
| Schweden                                                                    | Spieler des Spiels: Kosovare Asllani (Schweden) | | Portugal | Aufstellung Schweden gegen Portugal |
| 17. Juli 2022 um 17:00 Uhr (18:00 Uhr MESZ) in Leigh (Leigh Sports Village) | | |          |                                     |
| Zuschauer: 7.118                                                            | | |          |                                     |
| Schiedsrichterin: Stéphanie Frappart ( Frankreich)                          | | |          |                                     |
| Spielbericht                                                                | | |          |                                     |

- Schiedsrichtergespann:  Élodie Coppola und  Manuela Nicolosi (Schiedsrichterassistentinnen),  Kateryna Monsul (Vierte Offizielle),  Tomasz Kwiatkowski (Videoassistent),  Bartosz Frankowski (Erster Assistent des Videoassistenten)